# Notitia Hungariae novae historico-geographica
A Notitia Hungariae novae historico-geographica (azaz magyarul „Az új Magyarország történeti-földrajzi ismertetése”) Bél Mátyás XVIII. századi polihisztor nagy terjedelmű latin nyelvű földrajztudományi munkája, amely a Magyar Királyság megyéinek történelmét és földrajzát igyekezett feldolgozni. Az elkészült részek a következő területeket mutatták be:
Hungariae antiquae et novae prodromus
- Szepes megye (Nürnberg, 1723)

Notitia Hungariae novae historico-geographica
Pars I
- Tomus 1: Pozsony vármegye (Bécs, 1735)
- Tomus 2: Pozsony vármegye (folytatás), Turóc, Zólyom, Liptó vármegyék (Bécs, 1736)
- Tomus 3: Pest-Pilis-Solt vármegye (Bécs, 1737)
- Tomus 4: Nógrád, Bars, Nyitra, Hont vármegyék (Bécs, 1742)
- Tomus 5: Moson vármegye (Bécs, 1749?)

Az északnyugati országrésznek ezt a monumentális feldolgozását a dunántúli megyék ismertetése követte volna, de ebből csak Moson megye jelent meg 1742-ben. Ebben az évben szélütés érte a szerzőt. A többi megye leírása kéziratban maradt, a kézirattömeget az esztergomi főegyházmegye könyvtára őrizte meg. 2011-től Tóth Gergely vezetésével kezdődött meg a kéziratban maradt megyeleírások sajtó alá rendezése és kiadása:
Comitatus inediti (s. a. rend. Tóth Gergely)
- Tomus I: Árva és Trencsén vármegyék (Budapest, 2011)
- Tomus II: Sopron, Vas, Zala, Veszprém vármegyék (Budapest, 2012)
- Tomus III: Győr, Komárom, Esztergom vármegyék (Budapest, 2016)
- Tomus IV: Fejér, Tolna, Somogy, Baranya vármegyék (Budapest, 2017)
- Tomus V: Sáros, Zemplén, Ung, Bereg vármegyék (Budapest, 2018)
- Tomus VI: Abaúj, Gömör, Torna, Borsod vármegyék (Budapest, 2020)
- Tomus VII: Heves, Csongrád, Bács, Bodrog vármegyék, a kunok és jászok területei (Budapest, 2023)
- Tomus VIII: Temes, Csanád, Arad, Zaránd, Békés vármegyék (Budapest, 2024)

A mű tíz vármegye (Pozsony, Turóc, Zólyom, Liptó, Pest-Pilis-Solt, Nógrád, Bars, Nyitra, Hont, Moson) leírását tartalmazza Mikoviny Sámuel térképeivel. Szepes vármegye leírását Bél már korábban, a Notitia tervezetét bemutató Hungariae Antiquae et Novae Prodromus (Nürnberg, 1723) című munkában közölte. Neki köszönhetjük a Liptói-havasok első, meglehetősen pontos leírását is.